# Münchner Radschnellweg
Der Münchner Radschnellweg ist eine in Planung befindliche und teilweise gebaute, 23 Kilometer lange Radschnellverbindung zwischen München, Unterschleißheim und Garching/Garching Forschungszentrum.
Er zeichnet sich aus durch eine durchgängig befahrbare, 4 Meter breite, asphaltierte Fahrbahn. Der Weg ist überwiegend beleuchtet. Fahrstreifen und Fahrbahn sind jeweils markiert und werden durch einen grünen Schmalstrich ergänzt.
Für den Fußverkehr ist teilweise ein Seitenstreifen vorhanden. Durch die straßenverkehrsrechtliche Widmung als Fahrradstraße ist es dem Fußverkehr an Stellen ohne Seitenstreifen erlaubt, die Fahrbahn zu benutzen. Teilweise ist land- und forstwirtschaftlicher Verkehr erlaubt.

## Geschichte
Das Pilotprojekt ist für München und Umland die erste konkret geplante Radschnellverbindung mit hohen Anforderungen für Fahrkomfort und Vorrang gegenüber kreuzenden Verkehren. Sie soll vier Meter breit und zweistreifig werden. Auch in den Kurven sollen Geschwindigkeiten von bis zu 30 km/h möglich sein.
Der Radschnellweg soll zunächst entlang von Ludwigstraße, Leopoldstraße und Ingolstädter Landstraße führen. Insgesamt wird der Radschnellweg im Münchner Stadtgebiet 9,1 Kilometer lang. Wo es möglich ist, sollen die Radspuren in diesem Abschnitt die Regelbreite von drei Metern bekommen. Die komplette Route nach Garching soll dann 23 Kilometer lang sein. Der genaue Streckenverlauf ab hier nach Unterschleißheim bzw. Garching wird noch diskutiert.
Der Baubeginn war für 2019 vorgesehen und konnte nicht eingehalten werden.
Im August 2020 gab das Bayerische Verkehrsministerium bekannt, dass der Baubeginn in der Stadt München ab 2021 und im Landkreis München ab 2022 erfolgen solle. Die genannten Termine konnten jedoch nicht eingehalten werden. Der Baubeginn für den ersten Abschnitt zwischen dem Lenbachplatz und dem Platz der Opfer des Nationalsozialismus mit einer Länge von rund 500 Meter erfolgte im September 2022 und dauerte bis Anfang Dezember 2024.
Die Kosten wurden 2017 auf 34 Millionen Euro veranschlagt, 2021 wurden allein für den Abschnitt im Landkreis München 35 Millionen Euro veranschlagt. Laut Prognose des Planungsverband Äußerer Wirtschaftsraum München werden mehr als 8000 Radfahrer täglich den Weg nutzen, 4800 von und nach Garching, 3600 von und nach Unterschleißheim.
Im Mai 2024 wurde ein erster Abschnitt zwischen der B 13 und Garching-Hochbrück eröffnet. Er beginnt auf Höhe der Christoph-Probst-Kaserne an der B 13 (⊙) und führt dann überwiegend entlang des Schleißheimer Kanals bis zum U-Bahnhof Garching-Hochbrück (⊙).

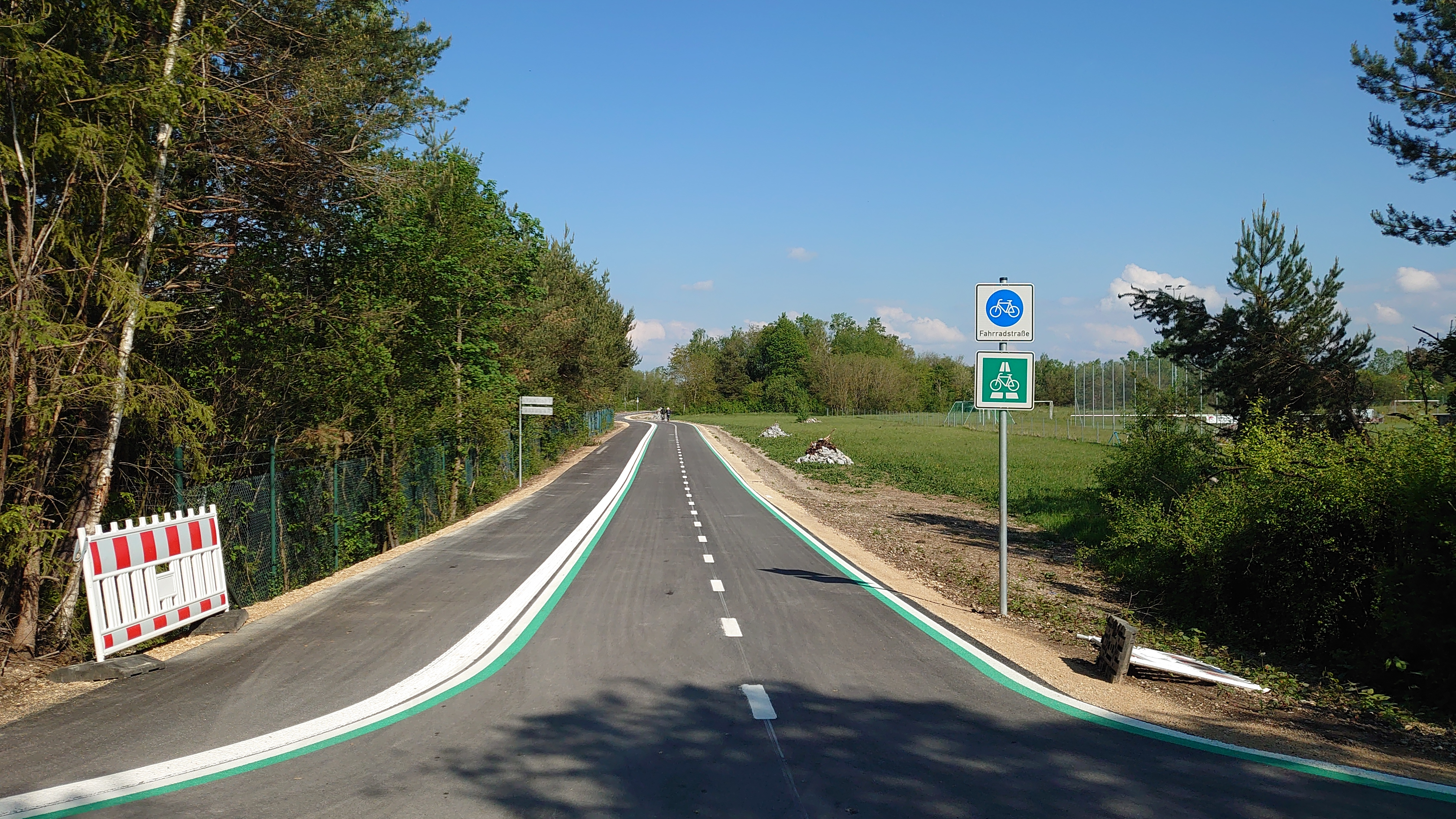
Beginn des neueröffneten Abschnitts nach Garching-Hochbrück